# Colonia Cerro Guayabo
Colonia Cerro Guayabo är en ort i Mexiko.   Den ligger i kommunen Iliatenco och delstaten Guerrero, i den sydöstra delen av landet, 270 km söder om huvudstaden Mexico City. Colonia Cerro Guayabo ligger 1 331 meter över havet och antalet invånare är 123.
Terrängen runt Colonia Cerro Guayabo är kuperad åt sydost, men åt nordväst är den bergig. Terrängen runt Colonia Cerro Guayabo sluttar söderut. Runt Colonia Cerro Guayabo är det ganska glesbefolkat, med 45 invånare per kvadratkilometer. Närmaste större samhälle är El Rincón, 10,3 km sydväst om Colonia Cerro Guayabo. I omgivningarna runt Colonia Cerro Guayabo växer huvudsakligen savannskog.